# Генрієтта (Оклахома)
Генрієтта (англ. Henryetta) — місто (англ. city) в США, в окрузі Окмалгі штату Оклахома. Населення — 5640 осіб (2020).

## Географія
Генрієтта розташована за координатами 35°26′32″ пн. ш. 95°59′7″ зх. д. / 35.44222° пн. ш. 95.98528° зх. д. (35.442186, -95.985144).  За даними Бюро перепису населення США в 2010 році місто мало площу 17,22 км², з яких 17,12 км² — суходіл та 0,10 км² — водойми.

## Демографія
Згідно з переписом 2010 року, у місті мешкало 5927 осіб у 2351 домогосподарстві у складі 1538 родин. Густота населення становила 344 особи/км².  Було 2848 помешкань (165/км²).
Расовий склад населення:
| - 76,0 % — білих - 16,0 % — корінних американців - 0,7 % — чорних або афроамериканців - 0,4 % — азіатів |

До двох чи більше рас належало 6,3 %. Частка іспаномовних становила 3,5 % від усіх жителів.
За віковим діапазоном населення розподілялося таким чином: 25,8 % — особи молодші 18 років, 55,8 % — особи у віці 18—64 років, 18,4 % — особи у віці 65 років та старші. Медіана віку мешканця становила 38,1 року. На 100 осіб жіночої статі у місті припадало 90,8 чоловіків;  на 100 жінок у віці від 18 років та старших — 83,1 чоловіків також старших 18 років.
Середній дохід на одне домашнє господарство  становив 43 293 долари США (медіана — 33 694), а середній дохід на одну сім'ю — 51 884 долари (медіана — 41 532). Медіана доходів становила 42 025 доларів для чоловіків та 32 212 долари для жінок. За межею бідності перебувало 24,6 % осіб, у тому числі 37,1 % дітей у віці до 18 років та 15,6 % осіб у віці 65 років та старших.
Цивільне працевлаштоване населення становило 1785 осіб. Основні галузі зайнятості: освіта, охорона здоров'я та соціальна допомога — 24,5 %, виробництво — 17,9 %, мистецтво, розваги та відпочинок — 11,9 %, роздрібна торгівля — 11,4 %.